# Martyres de la Drina
Pour les articles homonymes, voir Drina.

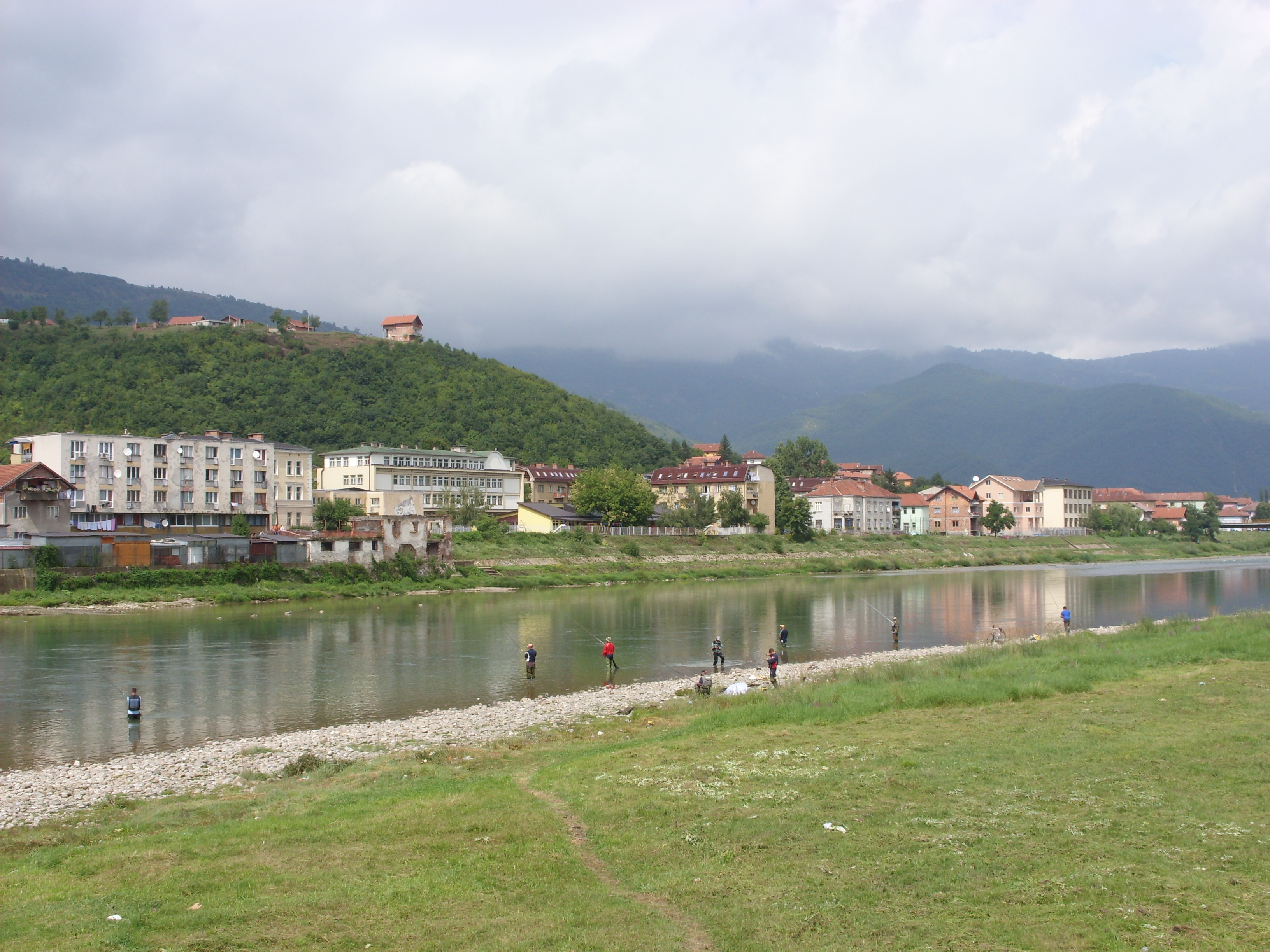
La rivière Drina à Goražde en Bosnie.

Les martyres de la Drina sont des religieuses de la congrégation des Filles de la charité divine assassinées pour leur foi entre le 15 et le 23 décembre 1941 en Bosnie-Herzégovine. Elles ont été béatifiées par l'Église catholique romaine le 24 septembre 2011 à Sarajevo.

## Identité des martyres
Les martyres sont les religieuses suivantes :
- mère Marie-Julie Ivaniševič, née Kata Ivanišević en 1893 en Croatie ;
- sœur Marie-Bernadette Banja, née Terezija Banja en 1912 en Croatie ;
- sœur Marie-Christine Bojanc, née Josefa Bojanc en 1885 en Slovénie ;
- sœur Marie-Antoinette Fabjan, née Josefa Fabjan en 1907 en Slovénie ;
- sœur Marie-Berchmans, née Carolina Anna Leidenix en 1865 à Vienne en Autriche.

## Historique

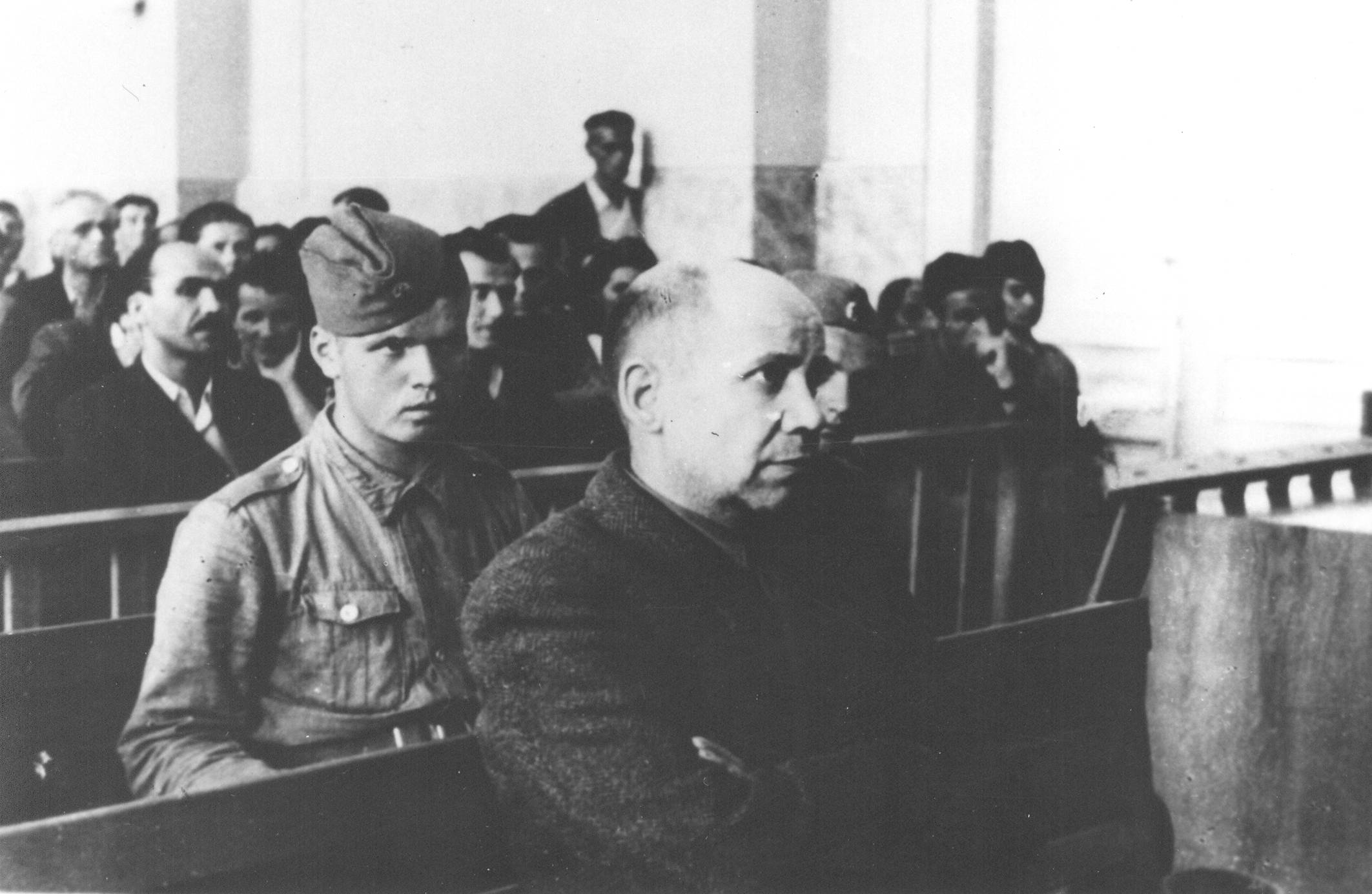
Procès de Jezdimir Dangic à Sarajevo 1947.

Cinq religieuses de la congrégation sont envoyées par leurs supérieures en 1941 au nouveau couvent de Pale (Bosnie-Herzégovine) : mère Marie-Julie (48 ans), en tant que supérieure ; sœur Marie-Berchmans (la plus âgée : 76 ans) ; sœur Marie-Christine (56 ans) ; sœur Marie-Antoinette (34 ans) et sœur Marie-Bernadette (la plus jeune : 29 ans). Elles portent assistance aux malades, ainsi qu'aux orphelins (hébergés dans un orphelinat d'État), sans distinction de religion ou de nationalité, et aident les pauvres venus des montagnes avoisinantes.
À cette époque, la Yougoslavie entrait dans la première phase de la guerre civile. La Croatie venait de proclamer son indépendance, soutenue par l'Allemagne du Troisième Reich, ce qui provoqua une guerre entre tchetniks (Nationalistes serbes) et Croates. Les religieuses se retrouvent au milieu de la tourmente et sont prises, en tant que catholiques et en dépit de leur neutralité politique, pour des alliées des Croates. D'autre part, le pays est envahi par les troupes de la Wehrmacht au début de l’année 1941. Des hommes de l'Armée yougoslave de la patrie font irruption dans le couvent le 11 décembre 1941, le ravagent et l'incendient. Ils mènent à pied les religieuses sous la contrainte en direction de Goražde, recevant leurs ordres du commandant tchetnik Jezdimir Dangić (1897-1947). Elles sont forcées de marcher sous la neige, jusqu'au village de Sjetlina, où la vieille sœur Marie-Berchmanns, épuisée, est séparée des autres. Les quatre autres religieuses continuent vers Goražde.
Leur marche forcée dure quatre jours et quatre nuits à travers la montagne. Elles arrivent à destination dans l'après-midi du 15 décembre et sont enfermées dans un baraquement militaire. Un groupe de soldats éméchés s'introduit dans la pièce pour les violer. Elles se défendent et commencent à sauter par la fenêtre du premier étage. D'autres soldats, apercevant les religieuses blessées dans la cour, courent vers elles et les tuent à coups de couteau. Ensuite leurs corps sont jetés dans la Drina ; on les retrouve quelques jours plus tard plus en aval.
La cinquième religieuse, sœur Marie-Berchmans, est demeurée à Sjetlina où elle a pu retrouver quelques forces. Les tchetniks lui affirment que ses compagnes sont à Goražde et qu'il faut les rejoindre, alors qu'en fait elles sont déjà mortes. Deux hommes l'emmènent en traîneau et la tuent le 23 décembre 1941. L’un des deux tueurs se montre au village avec le rosaire de la vieille religieuse autour du cou.

### Source
- Magnificat numéro 277 décembre 2015 page 206

- (en) Cet article est partiellement ou en totalité issu de l’article de Wikipédia en anglais intitulé « Drina Martyrs » (voir la liste des auteurs).